# Another Way to Die (Disturbed-Lied)
Another Way to Die (englisch für Ein anderer Weg zu Sterben) ist ein Lied der US-amerikanischen Metal-Band Disturbed. Es wurde am 14. Juni 2010 über Reprise Records veröffentlicht und ist die erste Single des fünften Studioalbums Asylum.

## Inhalt
Another Way to Die ist ein Alternative-Metal-Lied, das von den Bandmitgliedern Dan Donegan, David Draiman und Mike Wengren geschrieben wurde. Der Text ist in englischer Sprache verfasst. Another Way to Die ist 4:13 Minuten lang, wurde in der Tonart Fis-Dur geschrieben und weist ein Tempo von 112 BPM auf. Produziert wurde das Lied vom Gitarristen Dan Donegan. Aufgenommen wurde der Titel in den Groovemaster Studios in Chicago. Laut Sänger David Draiman handelt das Lied von der Globalen Erwärmung und deren Auswirkungen auf die Erde. Weiterhin geht es um die „Verantwortungslosigkeit der Menschen“, um ihren konstanten Appetit und Verbrauch, „koste es, was es wolle“. Es spielt keine Rolle, was zerstört oder verwüstet wurde. Als konkretes Beispiel nannte David Draiman die Ölpest im Golf von Mexiko, die von der Explosion der Ölbohrplattform Deepwater Horizon verursacht wurde.
Laut dem Gitarristen Dan Donegan hatte Sänger David Draiman bereits den Titel des Liedes sowie eine Melodie im Kopf. Donegan schlug ihm daraufhin vor, ein Lied über die globale Erwärmung zu schreiben und betont dabei, dass die Band keine Umweltschützer wären. Seiner Meinung nach würden uns unsere Entscheidungen und unsere Ignoranz, wie wir unser Leben führen, zu einem anderen Weg zu Sterben führen, der Auswirkungen auf die Nahrungskette hat.
Für das Lied wurde ein Musikvideo gedreht, bei dem Robert Schober alias „Roboshobo“ Regie führte. Das Video zeigt die verheerenden Auswirkungen der Umweltverschmutzung auf unseren Planeten. Die Musiker sind nicht zu sehen. Die CD-Single enthält eine Coverversion des Liedes Living After Midnight, im Original von Judas Priest. Disturbed hatten diese Version für die Kompilation Covered, A Revolution in Sound aufgenommen. Das Magazin Loudwire veröffentlichte im Juli 2015 eine Liste der 15 besten Lieder von Disturbed. Dabei belegte Another Way to Die Platz zehn.

## Rezensionen
Matthias Weckmann vom deutschen Magazin Metal Hammer bezeichnete Another Way to Die als „musikalisch abwechselungsreiche Single“. Heiko Eschenbach vom Onlinemagazin Metal.de schrieb, das Another Way to Die „gewohnte Kost liefert“, die „aufgrund des gnadenlosen Selbstplagiats […] überaus unspektakulär erscheint“.

## Kommerzieller Erfolg

### Chartplatzierung
| ChartsChartplatzierungen            | Höchstplatzierung | Wochen |
| ----------------------------------- | ----------------- | ------ |
| Vereinigte Staaten (Billboard)      | 81 (1 Wo.)        | 1      |
| Vereinigte Staaten (Billboard Rock) | 1 (21 Wo.)        | 21     |

Für Disturbed war Another Way to Die die erste uns bislang einzige Nummer eins in den Hot-Rock-Songs-Charts Darüber hinaus belegte das Lied Platz eins der Billboard Mainstream Rock Songs und blieb für 30 Wochen in diesen Charts, die Lieder der Anzahl der Radioübertragungen listet.

### Auszeichnungen für Musikverkäufe
| Land/Region               | Auszeichnungen für Musikverkäufe (Land/Region, Auszeichnung, Verkäufe) | Verkäufe |
| ------------------------- | ---------------------------------------------------------------------- | -------- |
| Vereinigte Staaten (RIAA) | Gold                                                                   | 500.000  |
| Insgesamt                 | 1× Gold ·                                                              | 500.000  |